# Pascal Mulot
 (mai 2019).
Si vous disposez d'ouvrages ou d'articles de référence ou si vous connaissez des sites web de qualité traitant du thème abordé ici, merci de compléter l'article en donnant les références utiles à sa vérifiabilité et en les liant à la section « Notes et références ».
Pour les articles homonymes, voir Mulot (homonymie).
Pascal Mulot est un bassiste français. Fils du contrebassiste de jazz Jean-Pierre Mulot, Pascal Mulot a évolué entre jazz et classique pour s'orienter à l'adolescence vers un style plus rock. Il a commercialisé quatre albums instrumentaux dans un style rock-fusion et a édité plusieurs vidéos et méthodes de basse.

## Carrière
Le premier groupe de Pascal Mulot est un groupe de Funk appelé SuberBebop, composé de quatre Américains : Suber, Beannie, Bebop et Jay, plus Gérald Manceau et Henry Barbut, batteurs du groupe Warning, et enfin Pascal Mulot à la basse.[réf. nécessaire] En 1989, il rencontre le guitariste français Patrick Rondat et participe à l'album Rape of the Earth et à de nombreux concerts, dont l'ouverture des Monsters of Rock à Paris. Il devient ensuite bassiste de studio et compositeur de musique pour la télévision française. En France, il travaille avec Johnny Hallyday le temps de quelques concerts, avec Françoise Hardy pour la réalisation de l'album Le Danger et Jean Luc Lahaye . Au cours de nombreux festivals et tournées à travers le monde, il côtoie : Steve Vai, T.M. Stevens, Blues Saraceno, Patrick Rondat, Steve Lukather, Simon Phillips, Jennifer Batten et bien d’autres
Depuis 2009, il est le bassiste de Satan Jokers, groupe culte de la scène heavy metal française avec de nombreux albums et concerts à son actif.
Présent sur la scène internationale, sur le web et avec quatre albums solo à son actif Pascal a été élu parmi les 100 bassistes du siècle par Bass Magazine.[réf. nécessaire]

## Discographie et vidéographie

### Méthodes de basse
- Techniques du tapping à la basse (DVD, Connection, mars 1997, collection « Video »  (EAN 355-5110000466))
- Grooves & cohésion basse/batterie (DVD, Play Music Publishing, 2001  (EAN 3555117100275))
- Techniques du slap à la basse (DVD, Play Music Publishing, 2002, réédition Carisch Musicom, 2009  (EAN 3555117100077))